# Don Touhig
James Donnelly Touhig, baron Touhig, (né le 5 décembre 1947), connu sous le nom de Don Touhig, est un homme politique travailliste britannique du Pays de Galles. Il est député d'Islwyn de 1995 à 2010, après quoi il est nommé pair à vie à la Chambre des lords.

## Jeunesse
Il fait ses études à l'école St Francis RC à Abersychan près de Pontypool, puis au Mid Gwent College (maintenant Coleg Gwent) à Pontypool. Avant d'entrer au parlement, il est journaliste de 1968 à 1976. De 1976 à 1990, il est rédacteur en chef du Free Press of Monmouthshire (Monmouth Free Press). De 1988 à 1992, il est directeur général et rédacteur en chef du groupe de Free Press. Il est directeur du développement du groupe Bailey de 1992 à 1993, puis de Bailey Print de 1993 à 1995. Il siège au conseil du comté de Gwent de 1973 à 1995. Il rejoint le TGWU en 1962 et le Parti travailliste en 1966.

## Carrière parlementaire
Tuhig se présente pour le siège de Richmond et de Barnes aux élections générales de 1992, se classant troisième pour les travaillistes derrière les conservateurs et les libéraux démocrates. Il est ensuite élu au Parlement lors d'une élection partielle le 16 février 1995, en remplacement de Neil Kinnock (chef du parti de 1983 à 1992), démissionnaire. De 1996 à 1997, il est membre du comité spécial des affaires galloises. Il est Secrétaire parlementaire privé de Gordon Brown et whip avant de devenir ministre. Il doit démissionner en 1999 lorsqu'il avoue avoir reçu une fuite d'un rapport du Comité spécial de la sécurité sociale sur les allocations familiales . Il est ensuite  suspendu pendant trois jours des Communes . Il est remplacé par John Healey. Il est ministre subalterne au ministère de la Défense, avec une responsabilité particulière pour les anciens combattants, et quitte le gouvernement lors du remaniement de mai 2006 . Il est nommé membre du Conseil privé le 19 juillet 2006.
Le 29 janvier 2010, Touhig annonce qu'il se retirerait lors des élections générales de 2010.
Le 28 juin 2010, Touhig est fait pair à vie en tant que baron Touhig, d'Islwyn et Glansychan dans le comté de Gwent.

## Vie privée
Touhig se marie le 21 septembre 1968 avec Jennifer Hughes. Elle est décédée en 2014 d'un cancer, à l'âge de 67 ans. Ils ont deux fils et deux filles.
Il est chevalier pontifical de l'Ordre de Saint-Sylvestre (KSS).